# Sandro Ramírez
Sandro Ramírez Castillo (Las Palmas de Gran Canaria, 9 de julio de 1995) es un futbolista español. Juega como delantero en la U. D. Las Palmas de la Segunda División de España.

## Trayectoria

### Inicios
Comienza a dar sus primeros pasos como futbolista con cuatro años en el A. D. Barrio Atlántico, pasando luego al fútbol base de la Unión Deportiva Las Palmas, iniciando en Benjamines. Con el tiempo logra destacar en las categorías en las que se encuentra debido a sus goles. Cuando alcanza la etapa de Infantil comienza a participar con la selección de Canarias con quienes disputa varios partidos contra otras comunidades.

### La Masía
Fue descubierto en 2009 por el ojeador del Barça Jordi Gris, cuando el canario aún se encontraba en las filas del infantil del club amarillo, por lo que es fichado arribando al Cadete "B" culé de Víctor Sánchez durante la temporada 2009-10, demostrando ser un delantero con mucha movilidad, calidad técnica y gol, llegando a conquistar la Nike Premier Cup en Old Trafford.
En su segundo año, gana todos los campeonatos posibles con el Cadete "A"; pasando luego a los equipos juveniles, en donde alternaría el equipo "B" con el "A" dirigido por Óscar García. Lamentablemente a mediados de la campaña, debe ser operado debido a complicaciones en sus meniscos de la rodilla derecha, llevándolo a estar de baja los últimos tres meses de campeonato, pese a esto logra sobreponerse gracias a su contundencia goleadora.
Ya de pleno en el Juvenil "A", se convierte en el líder de la delantera azulgrana tanto en el torneo local como en el NextGen Series, siendo el goleador del equipo en ambas competiciones. Todo se vería frustrado en febrero de 2013 durante un entrenamiento previo a un partido contra el Real Zaragoza, en donde nuevamente sufre una rotura en los meniscos esta vez de la rodilla izquierda, dos semanas después es operado quedando de baja por tres meses y medio con lo que se pierde el resto de temporada que le restaba con el Juvenil.

### F. C. Barcelona "B"
Ya recuperado, se abre paso a base de goles para dar el salto en 2013 al Barça "B" junto con otros siete compañeros del Juvenil "A". Realiza su debut como profesional con el filial azulgrana el 17 de agosto de 2013, frente al C. D. Mirandés por la primera fecha de la campaña; Sandro ingresaría desde el banquillo en el minuto 66', mas sin poder cambiar el resultado en contra de 2-1. Ya tomando regularidad en el equipo, anota su primer gol con el Barça "B" el 15 de septiembre al Real Madrid Castilla rematando de cabeza un rechace del portero, el encuentro acabaría en victoria culé por 2-0 en el Miniclásico de los filiales. Acabaría la campaña con siete anotaciones, siendo un gran aporte en la delantera barcelonista que consigue su mejor clasificación en Segunda División.
Durante el verano de 2014 realizó la pretemporada con el primer equipo ante las bajas que presentaba por el Copa Mundial de Brasil, siendo uno de los canteranos que alcanzarían a prosperar a medida que pasaban los encuentros, llegando incluso a anotar en el cierre del partido frente al Club León por el Trofeo Joan Gamper. Posteriormente resultaría habitual su nombre entre las convocatorias, siendo el 31 de agosto de 2014 cuando Luis Enrique le diera la oportunidad de debutar con el primer equipo, contra el Villarreal C. F. por la segunda jornada de la Primera División, en donde además logra convertir el gol de la victoria a los 82 minutos rematando un centro de Messi. Dos fechas después volvería a anotar, esta vez al Levante U. D. en la goleada por 5-0 como visitantes en el Ciudad de Valencia.
Debutó en Copa del Rey el 3 de diciembre frente al S. D. Huesca en la partido de ida por los dieciseisavos de final, en cuya vuelta dos semanas después marcaría el octavo y último gol azulgrana. Pasaría un mes cuando volviera a cerrar otro partido, esta vez en Liga de Campeones ante el Ajax de Ámsterdam a quienes convierte el 3-1 en el minuto 90+4'. Lamentablemente para él, durante la segunda vuelta pierde el protagonismo adquirido con la inclusión del uruguayo Luis Suárez, por lo que regresa con el filial que se encontraba en la zona baja de la tabla; pero la situación no consigue ser revertida y el equipo acaba descendiendo. Por otra parte el primer equipo consigue por segunda vez en su historia conquistar el triplete.

### F. C. Barcelona
Para la temporada 2015-16, el técnico asturiano decidió subir de manera definitiva a Sandro Ramírez junto a Munir El Haddadi al primer equipo barcelonista. Participó durante la gira por Estados Unidos para preparar la campaña, anotando el segundo tanto culé ante el Chelsea F. C. Debido a la efectividad de la delantera titular, el canario no consiguió protagonismo siendo en su mayoría apariciones desde el banquillo, sin tener suerte a la hora de estar de cara al arco. Logró ver puerta nuevamente el 2 de diciembre de 2015 en Copa del Rey frente al C. F. Villanovense, a quienes consiguió marcar tres goles y dar una asistencia guiando la victoria por 6-1 para el pase a octavos de final.

### Málaga C. F.
El 7 de julio de 2016 se comprometió con el Málaga C. F. para las siguientes tres temporadas. Debutó el 19 de agosto en el empate a un gol frente al Osasuna como locales. El 20 de septiembre marca su primer gol con el club en la victoria 2 a 1 sobre la S. D. Eibar. El 2 de octubre marca el gol de la victoria 2 a 1 sobre el Athletic Club. El 4 de noviembre marca en el 3 a 2 sobre el Sporting de Gijón rival directo por no descender. Su primer doblete lo marca el 20 de diciembre en el 3-4 contra el Córdoba en la eliminación por la Copa del Rey. Su primer doblete en Liga lo hace el 25 de abril en la histórica victoria 2 a 0 como visitantes en casa del Granada C. F. siendo la primera del club en su historia en este estadio por primera división. La campaña que realizó con goles decisivos en partidos contra el Sevilla (4-2) y el Celta (3-0) le llevó a estar en la agenda de pretendidos de clubes como el Valencia, Sevilla, Atlético de Madrid o Everton.

### Everton F. C.
El 3 de julio de 2017 fue presentado como jugador del Everton F. C. firmando un contrato hasta 2021 por 6 millones de euros.

#### Cesiones
En el mercado invernal de la temporada 2017-18 el equipo inglés lo cedió sin opción a compra al Sevilla F. C. El 30 de agosto de 2018 se hizo oficial su cesión hasta final de temporada a la Real Sociedad. El 2 de julio de 2019 fue el Real Valladolid C. F. quien logró su cesión para la temporada 2019-20.

### S. D. Huesca
El 5 de octubre de 2020 se desvinculó del equipo inglés y firmó por tres temporadas con la S. D. Huesca. Tras el primer año, en el que logró cinco goles en 20 partidos en Primera División, fue cedido al Getafe C. F. después de ampliar su contrato hasta 2024.

### U. D. Las Palmas
El 22 de agosto de 2022 fue cedido hasta el final de la temporada 2022-23 a la Unión Deportiva Las Palmas, que se guardaba una opción de compra. En esta temporada consiguió 7 goles, cuatro en la recta final de la liga, que contribuyeron al ascenso a Primera División. Estos registros le permitieron ser el mejor jugador del mes de mayo en la Segunda División.
El 19 de junio de 2023 el club ejerció la opción de compra y amplió su contrato hasta 2026.
En la temporada 2023-24 igualó el récord de Carlos Aranda de jugar en diferentes equipos de primera división, con 8 equipos cada uno.

## Selección nacional
Ha sido internacional en las diversas categorías inferiores de la selección de España, entre las cuales consiguió destacar por su contundencia goleadora. Con el equipo sub-17, participó en la etapa clasificatoria para el Campeonato Europeo de 2012, llegando a ser el goleador del combinado al marcar siete goles en tres partidos.

### Eurocopa Sub-19
Fue incluido en la nómina de la selección sub-19 para jugar la fase final del Campeonato Europeo de 2013 que se llevaría a cabo en Lituania. Debutó frente a Portugal en donde anotó el único gol del encuentro a pase de José Rodríguez en el 19'. Volvería a anotar, esta vez a Países Bajos anotando el 1-1 parcial de cabeza, el resultado final sería 3-2 para la roja que conseguía clasificarse a semifinales como primeros de grupo. Pero no lograrían avanzar en la eliminación directa, cayendo en la prórroga por 2-1 contra Francia quedando a un paso de la final.
Al año siguiente fue convocado para la ronda élite que se realizaría en Vigo previo al Campeonato Europeo. En los tres encuentros disputados, Sandro consiguió marcarle a Dinamarca y Lituania, pero el equipo caería en el último partido frente a Alemania por 3-1 quedando fuera del torneo continental que se disputaría en Hungría.

### Eurocopa Sub-21
Debutó con la selección sub-21 el 9 de septiembre de 2014 ante Austria, en la última fecha de la primera fase de clasificación para la Eurocopa de 2015, Ramírez ingresó en el minuto 77' en el encuentro que acabaría en empate 1-1. Nuevamente sería convocado para jugar los dos partidos ante Serbia clasificatorios para el campeonato europeo, aunque no logró tener presencia entrando como suplente en la vuelta que condenó a la roja quedando fuera de la Eurocopa y de los Juegos Olímpicos.

### Estadísticas
| Categoría | País   | Años      | Partidos | Goles |
| --------- | ------ | --------- | -------- | ----- |
| Sub-16    | España | 2011      | 6        | 5     |
| Sub-17    | España | 2012      | 3        | 7     |
| Sub-18    | España | 2013      | 3        | 2     |
| Sub-19    | España | 2013-2014 | 7        | 4     |
| Sub-21    | España | 2014      | 2        | 0     |

## Estadísticas

### Clubes
Actualizado hasta el 13 de mayo de 2025.
| Club                           | Div.          | Temporada     | Liga  | Liga  | Copas nacionales | Copas nacionales | Copas internacionales | Copas internacionales | Total | Total |
| Club                           | Div.          | Temporada     | Part. | Goles | Part.            | Goles            | Part.                 | Goles                 | Part. | Goles |
| ------------------------------ | ------------- | ------------- | ----- | ----- | ---------------- | ---------------- | --------------------- | --------------------- | ----- | ----- |
| F. C. Barcelona "B" · España   | 2.ª           | 2013-14       | 31    | 7     | —                | —                | —                     | —                     | 31    | 7     |
| F. C. Barcelona "B" · España   | 2.ª           | 2014-15       | 30    | 8     | —                | —                | —                     | —                     | 30    | 8     |
| F. C. Barcelona "B" · España   | Total club    | Total club    | 61    | 15    | —                | —                | —                     | —                     | 61    | 15    |
| F. C. Barcelona · España       | 1.ª           | 2014-15       | 7     | 2     | 2                | 1                | 3                     | 1                     | 12    | 4     |
| F. C. Barcelona · España       | 1.ª           | 2015-16       | 10    | 0     | 6                | 3                | 4                     | 0                     | 20    | 3     |
| F. C. Barcelona · España       | Total club    | Total club    | 17    | 2     | 8                | 4                | 7                     | 1                     | 32    | 7     |
| Málaga C. F. · España          | 1.ª           | 2016-17       | 30    | 14    | 1                | 2                | —                     | —                     | 31    | 16    |
| Málaga C. F. · España          | Total club    | Total club    | 30    | 14    | 1                | 2                | —                     | —                     | 31    | 16    |
| Everton F. C. Inglaterra       | 1.ª           | 2017-18       | 8     | 0     | 1                | 0                | 6                     | 1                     | 15    | 1     |
| Sevilla F. C. · España         | 1.ª           | 2017-18       | 13    | 0     | 2                | 0                | 3                     | 0                     | 18    | 0     |
| Sevilla F. C. · España         | Total club    | Total club    | 13    | 0     | 2                | 0                | 3                     | 0                     | 18    | 0     |
| Everton F. C. Inglaterra       | 1.ª           | 2018-19       | 0     | 0     | 1                | 0                | —                     | —                     | 1     | 0     |
| Everton F. C. Inglaterra       | Total club    | Total club    | 8     | 0     | 2                | 0                | 6                     | 1                     | 16    | 1     |
| Real Sociedad · España         | 1.ª           | 2018-19       | 24    | 0     | 2                | 0                | —                     | —                     | 26    | 0     |
| Real Sociedad · España         | Total club    | Total club    | 24    | 0     | 2                | 0                | —                     | —                     | 26    | 0     |
| Real Valladolid C. F. · España | 1.ª           | 2019-20       | 24    | 3     | 2                | 1                | —                     | —                     | 26    | 4     |
| Real Valladolid C. F. · España | Total club    | Total club    | 24    | 3     | 2                | 1                | —                     | —                     | 26    | 4     |
| S. D. Huesca · España          | 1.ª           | 2020-21       | 20    | 5     | 0                | 0                | —                     | —                     | 20    | 5     |
| S. D. Huesca · España          | Total club    | Total club    | 20    | 5     | 0                | 0                | —                     | —                     | 20    | 5     |
| Getafe C. F. · España          | 1.ª           | 2021-22       | 29    | 3     | 1                | 1                | —                     | —                     | 30    | 4     |
| Getafe C. F. · España          | Total club    | Total club    | 29    | 3     | 1                | 1                | —                     | —                     | 30    | 4     |
| U. D. Las Palmas · España      | 2.ª           | 2022-23       | 21    | 7     | 1                | 0                | —                     | —                     | 22    | 7     |
| U. D. Las Palmas · España      | 1.ª           | 2023-24       | 27    | 1     | 0                | 0                | —                     | —                     | 27    | 1     |
| U. D. Las Palmas · España      | 1.ª           | 2024-25       | 31    | 9     | 1                | 0                | —                     | —                     | 32    | 9     |
| U. D. Las Palmas · España      | Total club    | Total club    | 79    | 17    | 2                | 0                | —                     | —                     | 81    | 17    |
| Total carrera                  | Total carrera | Total carrera | 305   | 59    | 20               | 8                | 16                    | 2                     | 341   | 69    |
| 1. 2.                          |               |               |       |       |                  |                  |                       |                       |       |       |

### Hat-tricks
Partidos en los que anotó tres o más goles:
| 1 | 20 de octubre de 2011  | España sub-17 - Malta sub-17         |  | 6 - 0 | Campeonato UEFA Sub-17         |
| 2 | 2 de diciembre de 2015 | F. C. Barcelona - C. F. Villanovense |  | 6 - 1 | Copa del Rey de fútbol 2015-16 |

## Palmarés

### Campeonatos nacionales
| Título                    | Club                        | País   | Año  |
| ------------------------- | --------------------------- | ------ | ---- |
| División de Honor Juvenil | F. C. Barcelona Juvenil "A" | España | 2013 |
| Liga Española             | F. C. Barcelona             | España | 2015 |
| Copa del Rey              | F. C. Barcelona             | España | 2015 |
| Liga Española             | F. C. Barcelona             | España | 2016 |
| Copa del Rey              | F. C. Barcelona             | España | 2016 |

### Campeonatos internacionales
| Título                       | Club            | Sede   | Año  |
| ---------------------------- | --------------- | ------ | ---- |
| Liga de Campeones de la UEFA | F. C. Barcelona | Berlín | 2015 |
| Supercopa de Europa          | F. C. Barcelona | Tiflis | 2015 |
| Mundial de Clubes            | F. C. Barcelona | Japón  | 2015 |

### Campeonatos regionales
| Título                | Club            | Región   | Año  |
| --------------------- | --------------- | -------- | ---- |
| Copa Cataluña         | F. C. Barcelona | Cataluña | 2014 |
| Supercopa de Cataluña | F. C. Barcelona | Cataluña | 2014 |

### Distinciones individuales
| Distinción                                            | Año  |
| ----------------------------------------------------- | ---- |
| Nominado al Premio Golden Boy                         | 2015 |
| Jugador del mes mayo de la Segunda División de España | 2023 |